# ミラン・フプツェイ
ミラン・フプツェイ（チェコ語: Milan Hupcej、1958年2月17日 - ）は、チェコスロバキアおよびチェコの外交官。モスクワ国際関係大学出身。英語、ロシア語、朝鮮語を話す。数次にわたる在朝鮮民主主義人民共和国（北朝鮮）大使館での奉職やプラハでの本省勤務、およびアジア各国での在外勤務を経て、2014年から2019年にかけて駐朝大使を務めた。2019年より在マレーシア大使。

## 経歴
1978年から1983年にかけて、ソビエト連邦外務省付属モスクワ国際関係大学に留学して朝鮮学を修める。
1983年9月、チェコスロバキア外務省に入省。1985年7月より、在朝鮮民主主義人民共和国チェコスロバキア大使館でアタッシェを務める。1990年12月より、本省勤務。1992年12月より、在北朝鮮チェコスロバキア大使館で代理公使（当時の在北朝鮮チェコスロバキア外交使節団における最上位）を務める。フプツェイが在北朝鮮代理公使として在任中の1993年1月にチェコスロバキアが解体したが、そのままチェコの代理公使として留任。1994年2月より、在中華人民共和国チェコ大使館で参事官を務める。1994年10月より、在大韓民国チェコ大使館で代理公使（当時の在韓国チェコ外交使節団における最上位）を務める。2000年9月より、本省勤務。2004年1月より、在上海チェコ総領事。2008年8月より、本省勤務。2011年7月より、在タイ王国チェコ大使館の公使参事官および国際連合アジア太平洋経済社会委員会（UNESCAP）チェコ代表を務める。
2014年11月より、在朝鮮民主主義人民共和国チェコ大使。同年12月11日、平壌の万寿台議事堂で最高人民会議常任委員会の金永南委員長に信任状を捧呈した。駐朝大使として在任中の2018年5月30日、立憲民主党に招かれて東京の拉致問題対策本部合同会議に参加し、末松義規外務部会長を筆頭とする立憲民主党員との間で北朝鮮情勢のブリーフィングや意見交換を実施した。
2019年3月21日、クアラルンプールの王宮イスタナ・ネガラでアブドゥラ国王に信任状を捧呈し、在マレーシア大使として着任した。